# Wałbrzyskie Zakłady Koksownicze „Victoria”
Wałbrzyskie Zakłady Koksownicze „Victoria” S.A. – polski producent koksu odlewniczego oraz jedyny w kraju producent koksu specjalnego KĘSY S I o granulacji +100 mm. Przedsiębiorstwo powstało w maju 1999 jako jednoosobowa spółka Skarbu Państwa na bazie utworzonych w 1961 Zakładów Koksowniczych „Wałbrzych”, a od stycznia 2007 funkcjonuje pod obecną nazwą. Wchodzi w skład Grupy Kapitałowej, która ma 93,23% udziałów w kapitale zakładowym spółki. W WZK Victoria zatrudnionych jest ok. 500 osób.
W skład Grupy WZK „Victoria” wchodzi również Zakład Usług Energetycznych „epeKoks” Sp. z o.o. – spółka działająca w dziedzinie energetyki, elektryki oraz automatyki kontrolno-pomiarowej, realizująca projekty związane z remontami urządzeń przemysłowych, prefabrykacją i montażem konstrukcji stalowych, rurociągów przemysłowych, obróbką oraz wykonawstwem budowlanych obiektów przemysłowych, biurowych i mieszkaniowych, nawierzchni z kostki brukowej i betonowej oraz sieci kanalizacyjnych, który zatrudnia ok. 160 pracowników.

## Historia
Przemysł koksowniczy na ziemi wałbrzyskiej pojawił się w XVIII wieku.
- Pierwsze próby koksowania datowane są na 1776
- W 1798 pracowały w Wałbrzychu 4 koksownie przykopalniane, a ich roczna produkcja koksu osiągała w tym czasie ok. 4,5 tysiąca ton.
- W 1900 w Wałbrzychu pracowało 948 komór piecowych, których wydajność wynosiła 540 tys. ton koksu rocznie.
- Do 1961 cztery wałbrzyskie koksownie („VICTORIA”, „Bolesław Chrobry”, „Biały Kamień” i „Mieszko”) były samodzielnymi przedsiębiorstwami.
- W lipcu 1961 połączono je tworząc przedsiębiorstwo Zakłady Koksownicze „Wałbrzych”.
- W maju 1999 roku Przedsiębiorstwo Państwowe Zakłady Koksownicze „Wałbrzych” zostały przekształcone w Jednoosobową Spółkę Skarbu Państwa- Zakłady Koksownicze „Wałbrzych” S.A.
- W styczniu 2007 Nadzwyczajne Walne Zgromadzenie Spółki zmieniło jej nazwę na Wałbrzyskie Zakłady Koksownicze „Victoria” S.A.[5] Pod tą nazwą Spółka funkcjonuje do dziś.

## Produkcja
Zakład ma 6 baterii koksowniczych (z czego pięć działa) typu Vi-75 i jest producentem koksu odlewniczego specjalnego KĘSY 1 S o granulacji +100 mm. WZK Victoria w swojej ofercie ma koks odlewniczy, wielkopiecowy i przemysłowo-opałowy oraz produkuje produkty węglopochodne: smołę koksowniczą, siarkę oraz benzol. Rocznie produkuje ponad 600 tys. ton koksu, z czego ok. 500 tys. ton koksu odlewniczego specjalnego.
Udział WZK „Victoria” S.A. w produkcji koksu w Polsce wynosi 5%. W 2017 Victoria oddała do użytku nową baterię koksowniczą z jedynym stalowym kominem w Polsce, z zamontowaną ciągłą analizą spalin (wysokość komina 70 m).

## Ochrona środowiska
Wałbrzyskie Zakłady Koksownicze „Victoria” Spółka Akcyjna funkcjonuje w oparciu o wdrożony i certyfikowany Zintegrowany System Zarządzania w zakresie produkcji i sprzedaży koksu i produktów węglopochodnych obejmujący:
- zarządzanie jakością zgodny z normą ISO:9001 (pierwsza certyfikacja 1997);
- zarządzanie środowiskiem zgodny z normą ISO 14001 (pierwsza certyfikacja 2012);
- zarządzanie bezpieczeństwem i higieną pracy zgodny z normą PN-N-18001 (pierwsza certyfikacja 2012)

W latach 2010–2012 wdrażany był program inwestycyjny w zakresie ochrony środowiska. 27 lipca 2012 została uruchomiona instalacja oczyszczania gazu koksowniczego z amoniaku i siarkowodoru, co pozwoliło na wyeliminowanie odpadów technologicznych i ich ekologiczną utylizację. Jest to instalacja bezodpadowa, bezściekowa i w pełni skomputeryzowana. Cały układ technologiczny został zhermetyzowany i zautomatyzowany. Dzięki temu WZK Victoria spełnia wymogi dotyczące ochrony środowiska i jednocześnie produkuje najwyższej jakości produkty węglopochodne.
Spółka podjęła też inwestycje mające na celu podwyższenie mocy produkcyjnej Biologicznej Oczyszczalni Wód Poprocesowych.
Za swoją działalność firma została wyróżniona w wielu prestiżowych konkursach i rankingach, m.in. tytułem Perły Polskiej Gospodarki za zajęcie I miejsce w kategorii Perły Duże.